# Valtissius diversus
Valtissius diversus är en insektsart som först beskrevs av William Lucas Distant 1893.  Valtissius diversus ingår i släktet Valtissius och familjen Rhyparochromidae. Inga underarter finns listade i Catalogue of Life.